# Скородумов Борис Олександрович
Бори́с Олекса́ндрович Скороду́мов (12.01.1929—30.09.1991р.) — науковець радянських часів, доктор технічних наук, професор.
Його наукові роботи в царині гірничих та підйомно-транспортних машин та теорії їх автоматичного проектування дозволили здійснити розробку механічного устаткування для таких унікальних проектів, як
- Кольська надглибока свердловина (найглибша у світі, глибиною 12262 м)
- кран вантажопідйомністю 320 тон з висотою підйому понад 250 метрів.

Очолював кафедру машинобудування та транспорту Української інженерно-педагогічної академії.
Серед робіт:
- «Динаміка гірських машин», 1961, співавтор Давидов Борис Львович,
- «Статистика та динаміка машин в типових режимах експлуатації», 1967, співавтор Давидов Борис Львович.